# Kabinet-Coolidge
Het kabinet–Coolidge was de uitvoerende macht van de Amerikaanse overheid van 2 augustus 1923 tot 4 maart 1929. Vicepresident Calvin Coolidge uit Massachusetts van de Republikeinse Partij werd de 30e president van de Verenigde Staten na het overlijden van president Warren Harding aan de gevolgen van een beroerte of hartaanval waarna hij de termijn van Harding afmaakte. Coolidge werd gekozen voor eigen termijn na het winnen van de presidentsverkiezingen van 1924 over de kandidaat van de Democratische Partij voormalig ambassadeur naar het Verenigd Koninkrijk John Davis. In 1927 maakte Coolidge bekend zich niet kandidaat te stellen voor een nieuwe termijn in de presidentsverkiezingen van 1928.
| Nr.     | Functie(s) | Functie(s)                            | Ambtsbekleder          | Ambtsbekleder                      | Ambtstermijn     | Ambtstermijn     | Partij(en) |
| ------- | ---------- | ------------------------------------- | ---------------------- | ---------------------------------- | ---------------- | ---------------- | ---------- |
| 30      |            | President van de Verenigde Staten     | Calvin Coolidge        | Calvin Coolidge (1872–1933)        | 2 augustus 1923  | 4 maart 1929     | R          |
|         |            | Vicepresident van de Verenigde Staten | Vacant                 | Vacant                             | Vacant           | Vacant           | Vacant     |
| 30      |            | Vicepresident van de Verenigde Staten | Charles Dawes          | Charles Dawes (1865–1951)          | 4 maart 1925     | 4 maart 1929     | R          |
| Kabinet |            |                                       |                        |                                    |                  |                  |            |
| Nr.     | Functie(s) | Functie(s)                            | Ambtsbekleder          | Ambtsbekleder                      | Ambtstermijn     | Ambtstermijn     | Partij(en) |
| 44      |            | Minister van Buitenlandse Zaken       | Charles Evans Hughes   | Charles Evans Hughes (1862–1948)   | 4 maart 1921     | 4 maart 1925     | R          |
| 45      |            | Minister van Buitenlandse Zaken       | Frank Billings Kellogg | Frank Billings Kellogg (1856–1937) | 4 maart 1925     | 28 maart 1929    | R          |
| 49      |            | Minister van Financiën                | Andrew Mellon          | Andrew Mellon (1855–1937)          | 4 maart 1921     | 12 februari 1932 | R          |
| 48      |            | Minister van Oorlog                   | John Weeks             | John Weeks (1860–1926)             | 4 maart 1921     | 13 oktober 1925  | R          |
| 49      |            | Minister van Oorlog                   | Dwight Filley Davis    | Dwight Filley Davis (1879–1945)    | 13 oktober 1925  | 4 maart 1929     | R          |
| 42      |            | Minister van de Marine                | Edwin Denby            | Edwin Denby (1870–1929)            | 4 maart 1921     | 10 maart 1924    | R          |
|         |            | Minister van de Marine                | Vacant                 |                                    |                  |                  |            |
| 43      |            | Minister van de Marine                | Curtis Wilbur          | Curtis Wilbur (1867–1954)          | 20 maart 1924    | 4 maart 1929     | R          |
| 51      |            | Minister van Justitie                 | Harry Daugherty        | Harry Daugherty (1860–1941)        | 4 maart 1921     | 6 april 1924     | R          |
| 52      |            | Minister van Justitie                 | Harlan Stone           | Harlan Stone (1872–1946)           | 6 april 1924     | 1 maart 1925     | R          |
|         |            | Minister van Justitie                 | Vacant                 |                                    |                  |                  |            |
| 53      |            | Minister van Justitie                 | John Sargent           | John Sargent (1860–1939)           | 7 maart 1925     | 4 maart 1929     | R          |
| 29      |            | Minister van Binnenlandse Zaken       | Hubert Work            | Hubert Work (1860–1942)            | 4 maart 1923     | 25 juli 1928     | R          |
| 30      |            | Minister van Binnenlandse Zaken       | Roy West               | Roy West (1868–1958)               | 25 juli 1928     | 4 maart 1929     | R          |
| 7       |            | Minister van Landbouw                 | Henry Wallace I        | Henry Wallace I (1866–1924)        | 4 maart 1921     | 25 oktober 1924  | R          |
|         |            | Minister van Landbouw                 | Vacant                 |                                    |                  |                  |            |
| 8       |            | Minister van Landbouw                 | Howard Gore            | Howard Gore (1877–1947)            | 22 november 1924 | 4 maart 1925     | R          |
| 9       |            | Minister van Landbouw                 | William Jardine        | William Jardine (1879–1955)        | 4 maart 1925     | 4 maart 1929     | R          |
| 3       |            | Minister van Economische Zaken        | Herbert Hoover         | Herbert Hoover (1874–1964)         | 4 maart 1921     | 22 augustus 1928 | R          |
| 4       |            | Minister van Economische Zaken        | William Whiting        | William Whiting (1864–1936)        | 22 augustus 1928 | 4 maart 1929     | R          |
| 2       |            | Minister van Arbeid                   | Jim Davis              | Jim Davis (1873–1947)              | 4 maart 1921     | 3 november 1930  | R          |
| 51      |            | Minister van Posterijen               | Harry New              | Harry New (1858–1937)              | 4 maart 1921     | 4 maart 1929     | R          |

Washington ·
J. Adams ·
Jefferson ·
Madison ·
Monroe ·
J.Q. Adams ·
Jackson ·
Van Buren ·
W.H. Harrison ·
Tyler ·
Polk ·
Taylor ·
Fillmore ·
Pierce ·
Buchanan ·
Lincoln ·
A. Johnson ·
Grant ·
Hayes ·
Garfield ·
Arthur ·
Cleveland I ·
B. Harrison ·
Cleveland II ·
McKinley ·
T. Roosevelt ·
Taft ·
Wilson ·
Harding ·
Coolidge ·
Hoover ·
F.D. Roosevelt ·
Truman ·
Eisenhower ·
Kennedy ·
L.B. Johnson ·
Nixon ·
Ford ·
Carter ·
Reagan ·
G.H.W. Bush ·
Clinton ·
G.W. Bush ·
Obama ·
Trump I ·
Biden ·
Trump II